# КБА-118
КБА-118 — міномет калібру 60-мм створений ДП «Конструкторське бюро „Артилерійське озброєння“» (ДП «КБАО»), призначений для ураження живої сили і бойової техніки супротивника.

## Опис
Даний міномет розроблений в київському конструкторському бюро «Артилерійське озброєння», яке є частиною ДК «Укроборонпром».
Міномет КБА-118 був представлений широкій публіці на київській виставці «Зброя та безпека-2013».
Варто відзначити те, що вага цього міномета навіть менше за вагу АГС-17.

## Оператори
КБА-118 знаходиться на озброєнні різних українських спецпідрозділів. Цією зброєю зацікавлені сьогодні і зарубіжні замовники.
В квітні 2022 року міномети надійшли на озброєння білоруського батальйону імені Кастуся Калиновського.